# (29212) Zeeman
(29212) Zeeman ist ein Asteroid des Hauptgürtels, der am 10. September 1991 vom deutschen Astronomen Freimut Börngen an der Thüringer Landessternwarte Tautenburg (IAU-Code 033) in Thüringen entdeckt wurde.
Der Himmelskörper ist Mitglied der Koronis-Familie, einer Gruppe von Asteroiden, die nach (158) Koronis benannt ist.
Benannt wurde der Asteroid am 26. Mai 2002 nach dem niederländischen Physiker Pieter Zeeman (1865–1943), der den Einfluss von Magnetismus auf Strahlungsphänomene untersuchte und dafür zusammen mit Hendrik Antoon Lorentz im Jahr 1902 mit dem Nobelpreis für Physik ausgezeichnet wurde.